# Stadtmuseum Burghausen
Das Stadtmuseum Burghausen auf der mit 1051 Metern weltlängsten Burg ist ein Geschichtsmuseum von überregionaler Bedeutung. Es befindet sich in der Hauptburg der mittelalterlichen Familienresidenz und Landesfestung der Reichen Herzöge von Bayern-Landshut (1393–1503). Die umfangreichen Sammlungen des 1899 gegründeten Museums bieten einen eindrucksvollen Überblick über die Geschichte, Kunst und Kultur Burghausens und seiner Umgebung. Ab 2011 wurde das Stadtmuseum Burghausen umgebaut und von Grund auf neu gestaltet. Die vier neu gestalteten Dauerausstellungen wurden 2025 mit dem Bayerischen Museumspreis ausgezeichnet.
Ein beliebtes Markenzeichen des Museums sind die zahlreichen interaktiven Stationen.  Sie führen kurzweilig durch die Burghauser Stadt- und Kunstgeschichte, lassen das Spätmittelalter auf der Burg lebendig werden und eröffnen faszinierende Einblicke in den Naturraum zwischen Salzach und Wöhrsee.

## Lage

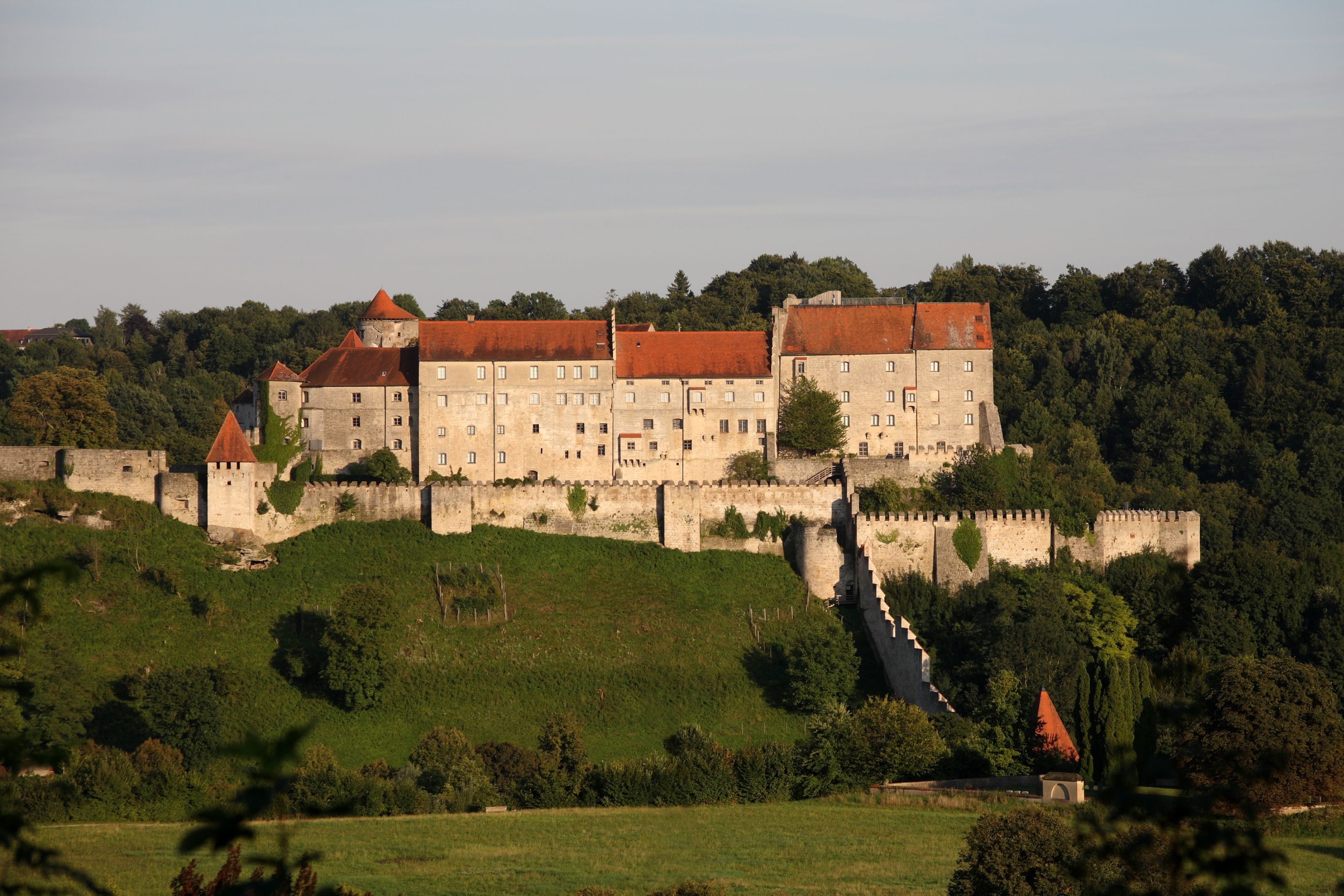
Burg Burghausen, Hauptburg

Die Burg Burghausen befindet sich in landschaftlich markanter Lage auf einem Bergrücken zwischen dem Alpenfluss Salzach und der Naturoase Wöhrsee. Mit ihrer Länge von 1051 Metern steht sie seit 2010 als „Längste Burg der Welt“ im Guinness-Buch der Rekorde.  In der Kemenate der Hauptburg – ab 1476 unter Herzog Georg dem Reichen von Bayern-Landshut (1455–1503) und seiner Gattin, der polnischen Königstochter Hedwig (1457–1502), großzügig mit Gemächern für den weiblichen Hofstaat sowie mit Wirtschafts- und Vorratsräumen ausgebaut – befindet sich heute das Stadtmuseum Burghausen.

## Geschichte des Museums

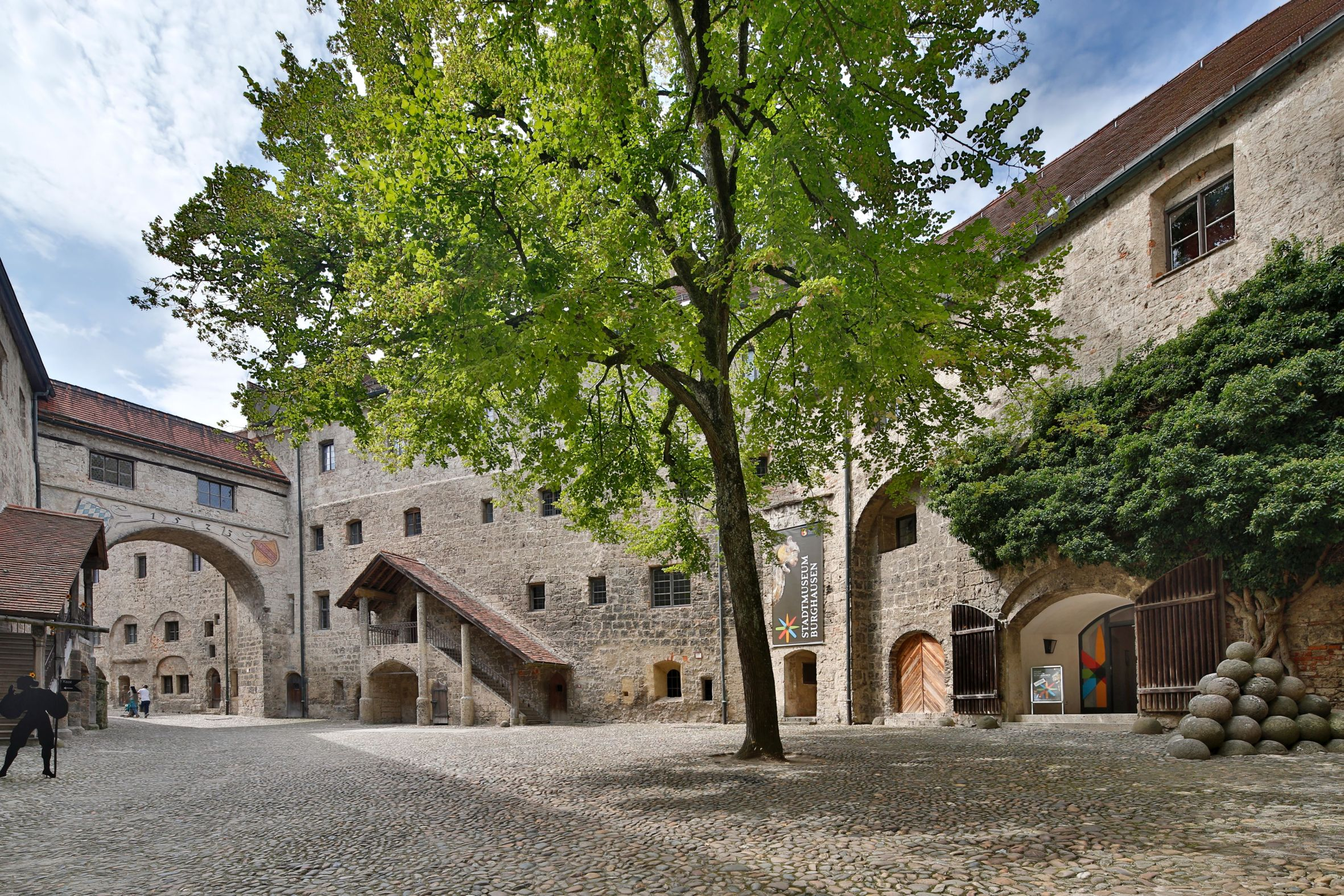
Innenhof der Hauptburg Burghausen mit dem Stadtmuseum

Die Geschichte des Stadtmuseums beginnt bereits 1891, als die auf der Burg stationierte Garnison nach über 125 Jahren Burghausen verließ. Die Burganlage stand leer, ein Verkauf und sogar der Abriss standen zur Debatte. Um dies zu verhindern, machte der Historische Verein von Oberbayern den Vorschlag, eine Galerie alter Meister in der Burg einzurichten. Nachdem die bayerische Regierung diese Idee einer „staatlichen Provinzgalerie Burghausen“ genehmigt hatte, zog im Jahr 1898 die Staatliche Gemäldegalerie in den Palas der Hauptburg ein. Hier befindet sich auch heute noch das „Staatliche Burgmuseum“, mit den herzoglichen Wohnräumen und einer Filialgalerie der Bayerischen Staatsgemäldesammlungen.
Gleichzeitig mit der Gründung der Gemäldegalerie hatten sich Burghauser „Altertumsfreunde“ zusammengeschlossen und eine intensive Sammeltätigkeit begonnen. Am 23. März 1899 gründeten sie den "Stadtmuseums- und Altertums-Verein Burghausen" (heute Heimatverein Burghausen an der Salzach e.V.), und eröffneten am 11. Juni 1899 in der Torwartstube das Stadtmuseum Burghausen.

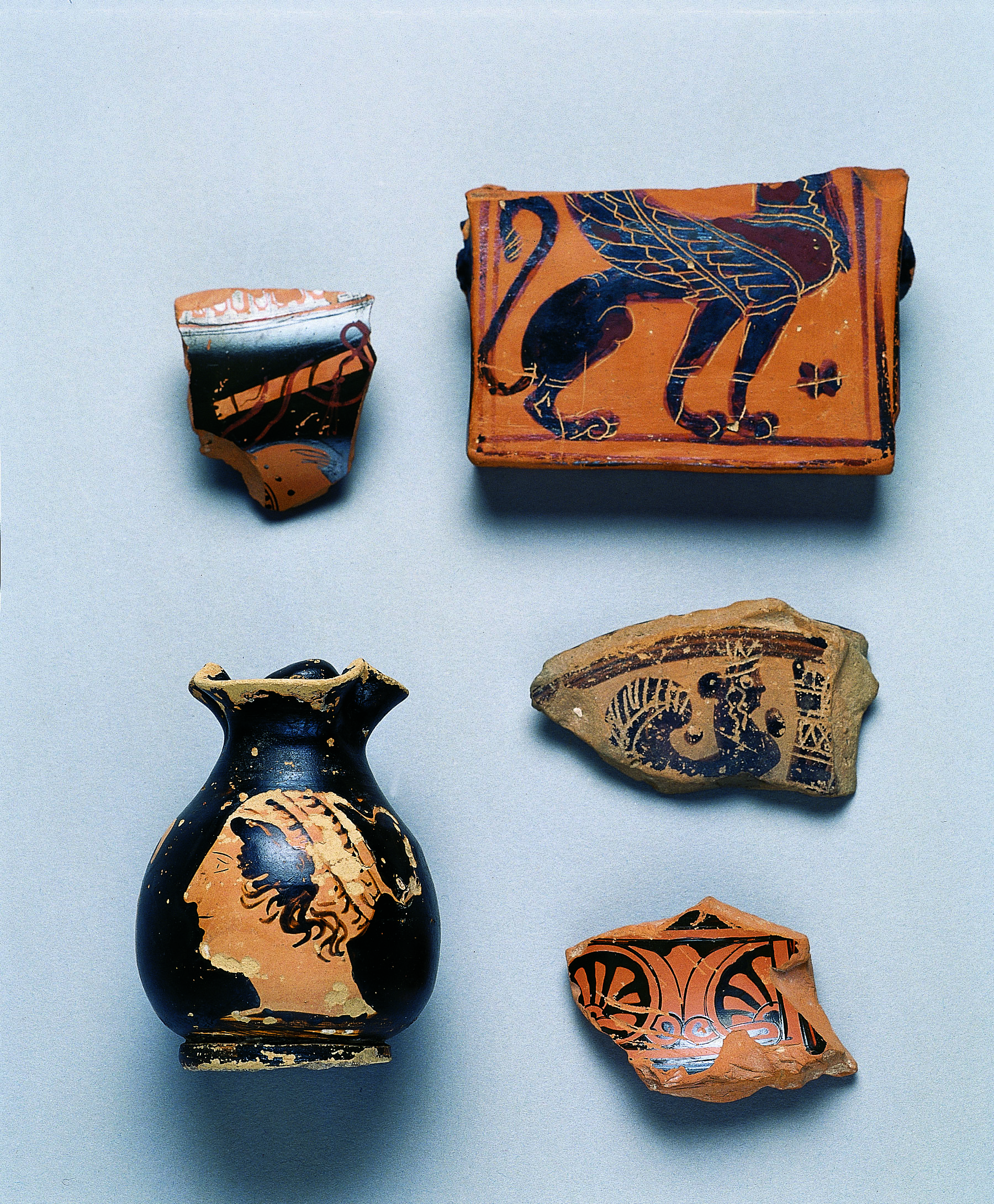
Antike Keramik aus den Grabungen von Heinrich Schliemann in Mykene

1902 zog das Stadtmuseum aufgrund seiner stetig wachsenden Sammlung in die große Gewölbehalle im Erdgeschoss des Palas um. Die Museumsbestände wurden nicht nur durch Spenden, sondern auch durch gezielte Ankäufe erweitert. Mit dem Erwerb der Sammlung der Feuerwehr im oberösterreichischen Gilgenberg kamen historische Waffen und mit der Sammlung des Traunsteiner Justizrates Max Brunner zahlreiche archäologische Funde, zum Teil aus Ägypten und dem Mittelmeerraum, in das Museum. Darunter befinden sich auch Keramikscherben von Heinrich Schliemann aus seinen Grabungen in Mykene. Die Archäologie war zu jener Zeit ein wichtiges Forschungsgebiet für den Stadtmuseums- und Altertumsverein, der unter anderem hallstattzeitliche Hügelgräber im nahe gelegenen Höresham ausgrub und dokumentierte. Als auch Bestände der Bibliothek des ehemaligen Burghauser Jesuitenkollegs in das Stadtmuseum kamen, benötigte es abermals mehr Platz. 1907 bezog das Museum einige zusätzliche Räume im Kemenatenbau, wo sich das Museum bis heute befindet. Nach weiteren Erweiterungen umfasst das Stadtmuseum den gesamten Westtrakt mit vier Stockwerken und ca. 2.000 m².
Museumsleiter Karl Stechele (1863–1936) begründete die sogenannte Burghauser Galerie, eine umfangreiche Sammlung von Stadtansichten renommierter zeitgenössischer Künstler. In seine Amtszeit begannen auch die „Burghauser Geschichtsblätter“, eine bis heute fortgeführte Publikationsreihe des Heimatvereins. Mit großen Anstrengungen wurde der Museumsbetrieb auch im Zweiten Weltkrieg bis 1945 aufrecht erhalten. Das neu eingerichtete Stadtmuseum öffnete am 29. Mai 1949 offiziell wieder seine Pforten. Im 1970 übernahm die Stadt Burghausen die Trägerschaft des Museums. Mit den Kunsterziehern Christine und Josef Schneider erhielt das Stadtmuseum von 1973 bis 2005 eine Museumsleitung, die die Abteilung der Burghauser Kunst umfassend ausbaute und Grundlagenforschung dazu betrieb; Die Dauerausstellung wurde erstmals systematisch nach Schwerpunktthemen gegliedert.
Die Bayerisch-Oberösterreichische Landesausstellung 2012 „Verbündet. Verfeindet. Verschwägert. Bayern und Österreich“ vom Haus der Bayerischen Geschichte fand gleichzeitig in den Räumen des Stadtmuseums Burghausen, sowie auf Schloss Mattighofen und im Kloster Ranshofen statt. Bereits im Vorfeld wurde das Stadtmuseum unter der Leitung von Eva Gilch (*1963) umgebaut und die Infrastruktur nachhaltig verbessert. Zum Beispiel konnte bereits 2011 ein neues zentrales Museumsdepot auf der Burganlage mit zusätzlichen 650 m² eingeweiht werden. Es entstanden ein neues Eingangsfoyer, ein museumspädagogischer Bereich sowie neue Räume für den Betrieb und die Verwaltung des Museums. Die Stadt Burghausen nahm diese Landesausstellung auch zum Anlass, um die Dauerausstellung inhaltlich wie gestalterisch grundlegend zu erneuern. Mit dem "Leben auf der Burg im Spätmittelalter" eröffnete 2016 ein erster Abschnitt der neuen Dauerausstellung, deren Umbau im Jahr 2025 mit der Einweihung des immersiven "Naturraum Salzach-Wöhrsee" ihren Abschluss fand.

## Leitung des Museums
- von 1899 bis 1901: Joseph Halder (1842–1906), Hauptmann a.D.
- von 1901 bis 1929: Karl Stechele (1863–1936), Hauptlehrer, Bezirksschulrat und Heimatforscher
- von 1929 bis 1942: Anton Asböck (1882–1942), Studienprofessor
- von 1942 bis 1953: Hans Kammerer (1891–1968), Hauptlehrer und Volksmusikforscher
- von 1953 bis 1943: Josef Pfennigmann (1923–1978), Historiker, erster hauptamtlicher Museumsleiter und Stadtarchivar
- von 1973 bis 2005: Christine (* NN) und Josef Schneider (*1941), Kunsterziehende
- von 2005 bis 2025: Eva Gilch (*1963), Kulturwissenschaftlerin, Historikerin und Stadtarchivarin
- seit 2025: Patrick Charell (*1988), Historiker

## Dauerausstellung

### Leben auf der Burg im Spätmittelalter

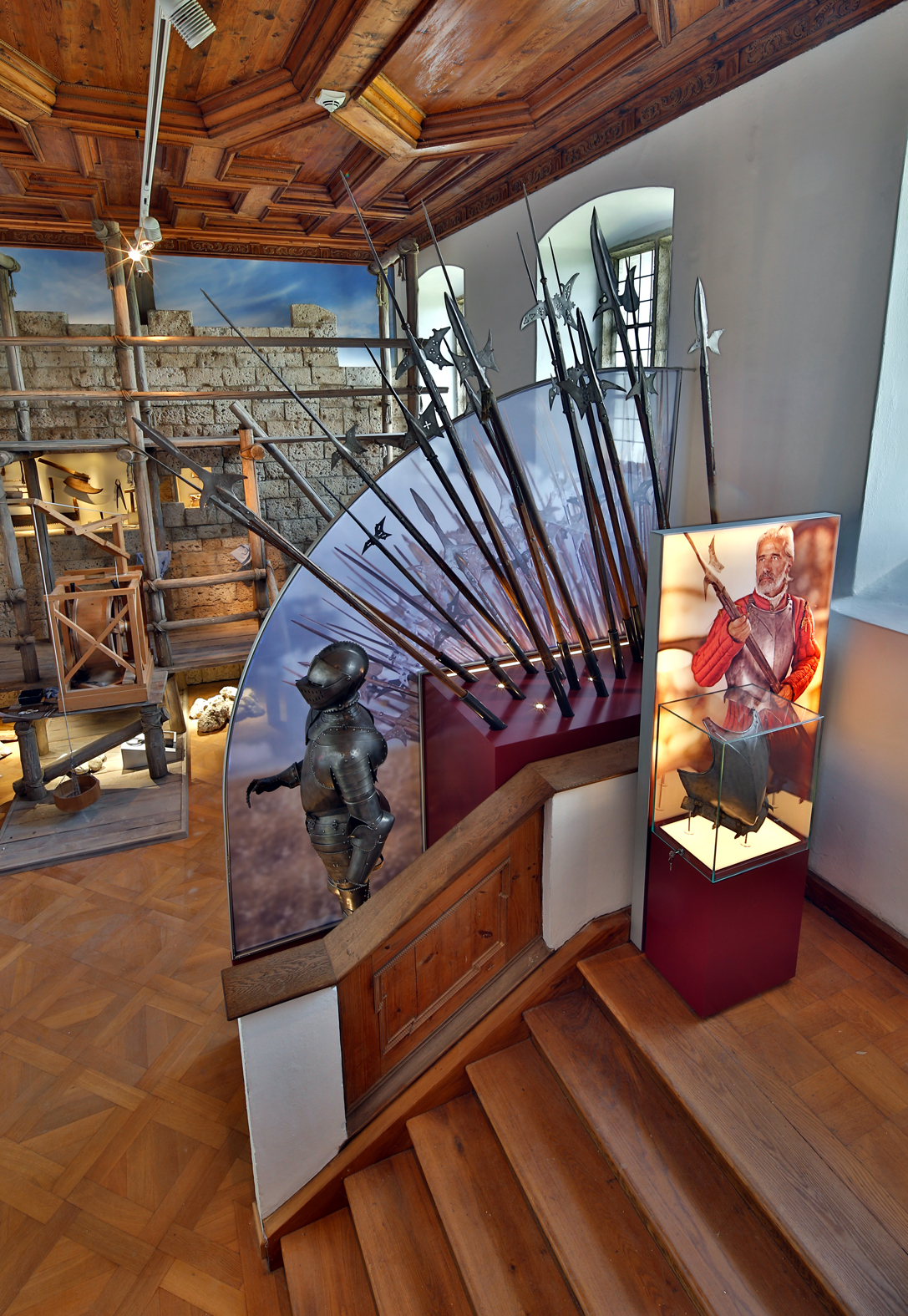
Leben auf der Burg im Spätmittelalter, 2016 eröffnete Abteilung

Im Erdgeschoss des Stadtmuseums Burghausen erfährt der Besucher in stimmungsvollen Räumen, wie man an einem Fürstenhof Ende des 15. Jahrhunderts lebte. Zu dieser Zeit residierte Herzogin Hedwig von Bayern-Landshut (1457–1502), Tochter des polnischen Königs Kasimir IV. und seiner Frau Elisabeth von Habsburg, auf der Burghauser Burg. Hedwig hatte 1475 Herzog Georg den Reichen  (1455–1503) in einem der prunkvollsten Feste des Mittelalters geheiratet (Landshuter Hochzeit). Anschließend zog Hedwig mit ihrem großen Hofstaat in die Familienresidenz zu Burghausen.
In dieser Abteilung vermitteln anschauliche Inszenierungen und Mitmachstationen auf kurzweilige und spannende Weise Wissenswertes zu Themen wie Burgenbau, Wohnkomfort, Hygiene, Essen, Mode und Freizeitvergnügen im Spätmittelalter: An einem nachgebauten Baugerüst werden einstige Bautechniken mittels Werkzeugen und eines bedienbaren Tretradkrans veranschaulicht. Ein originaler, ornamental verzierter Balken zeugt vom großen Burgausbau ab 1476. In mittelalterlichem Ambiente kann sich der Besucher in historisch passenden Kleidern fotografieren lassen und Interessantes zur Mode der damaligen Zeit erfahren. Die Freizeitgestaltung war bei Hofe groß geschrieben, war sie doch ein Mittel zur Selbstdarstellung mit Jagden, Turnieren, Festen und Spielen. Ausgestattet mit Helm und Lanze haben große und kleine Gäste die Möglichkeit, per 3D selbst einen Tjost zu reiten.

### Kunst in Burghausen

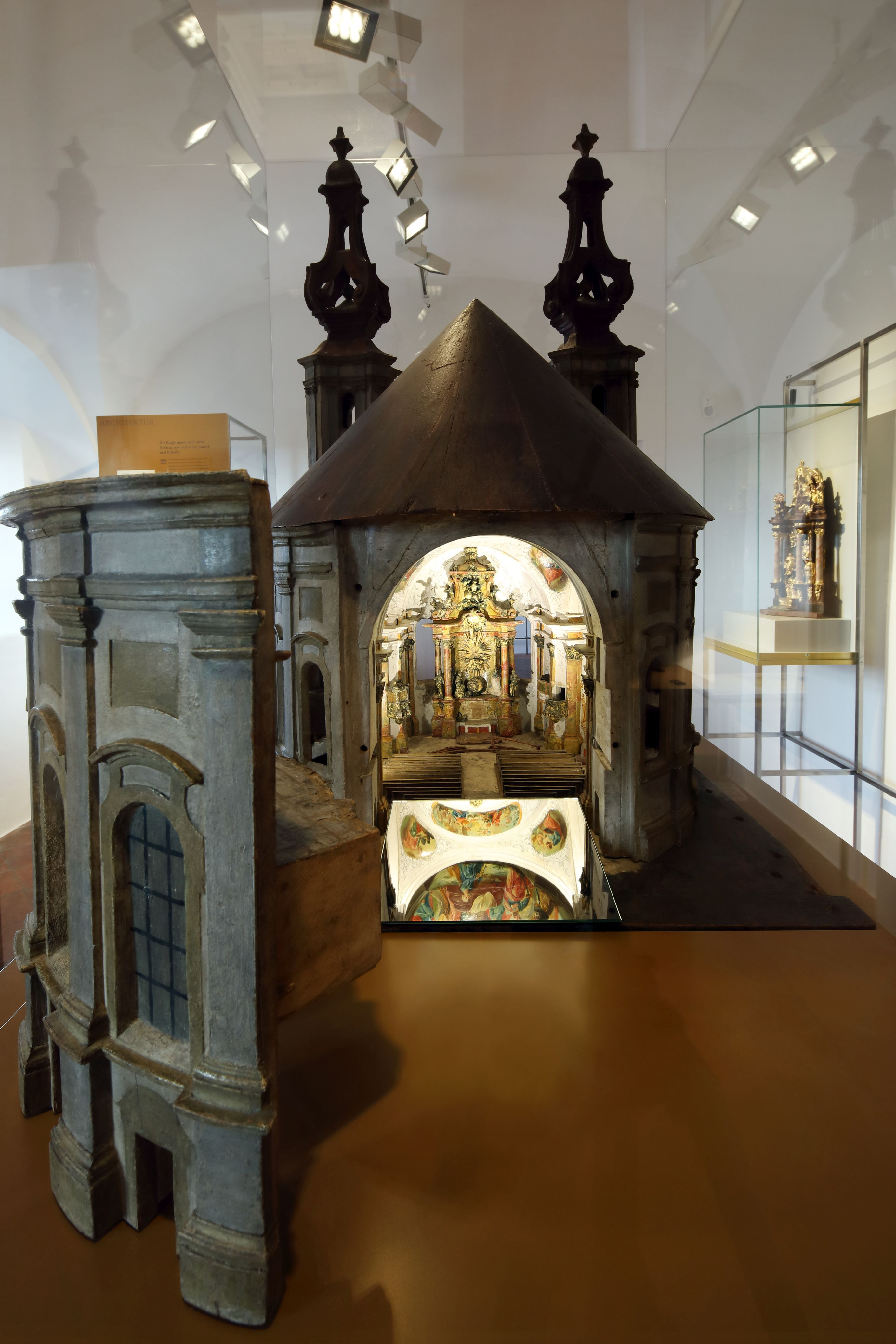
Baumodell der Wallfahrtskirche Marienberg, 1760

Das 1. Obergeschoss des Stadtmuseums ist der Kunst in Burghausen vom Mittelalter bis in die Gegenwart gewidmet. Architektonisch besondere Räume wie beispielsweise ein gotisches Kreuzrippengewölbe bieten hierfür die passende Kulisse. Als Residenzstadt und später als Regierungsstadt beherbergte Burghausen zahlungskräftige Auftraggeber: Landesherr, Klerus, Adel und Bürgertum ließen Bauwerke errichten, Kirchen ausstatten und Porträts von sich malen. Für diese Aufträge gab es seit dem Mittelalter eine Vielzahl an Handwerkern wie Baumeister und Steinmetze sowie ab dem Ende des 16. Jahrhunderts stets zwei Malerwerkstätten und eine Bildhauerwerkstatt. 
Die wohl bedeutendsten Künstler in Burghausen zur Zeit des Barock waren der Maler Johann Nepomuk della Croce (1736–1819) und der Bildhauer Johann Georg Lindt (um 1733–1795). Ihre Kunstwerke und die der zahlreichen anderen Burghauser Künstler können in dieser Abteilung entdeckt werden. Informationsstelen erklären Themen wie Fassmalerei, Freskomalerei, Porträtmalerei oder Theatrum sacrum auf interaktive, gut verständliche und unterhaltsame Weise. Herausragend ist das Baumodell der 1760/64 neu errichteten Wallfahrtskirche Marienberg bei Burghausen. Es handelt sich um das einzige erhaltene süddeutsche Baumodell des 18. Jahrhunderts, welches die architektonische Gliederung mitsamt der Farbigkeit und kompletten Innenausstattung zeigt.
Überregional bekannte Künstler prägten um 1900 die Burghauser Kunst. Die „Künstlerfürsten“ Maximilian Liebenwein (1869–1926), Walter Ziegler (1859–1932) und Richard Strebel (1861–1940) holten durch ihre Kontakte als Mitglieder der Wiener Secession sowie als Gründungsmitglieder der Innviertler Künstlergilde zahlreiche Künstlerkollegen nach Burghausen und schufen hier eine lebendige Kunstszene. Ihre Werke werden in der neuen Kunstabteilung präsentiert.

### Stadtgeschichte

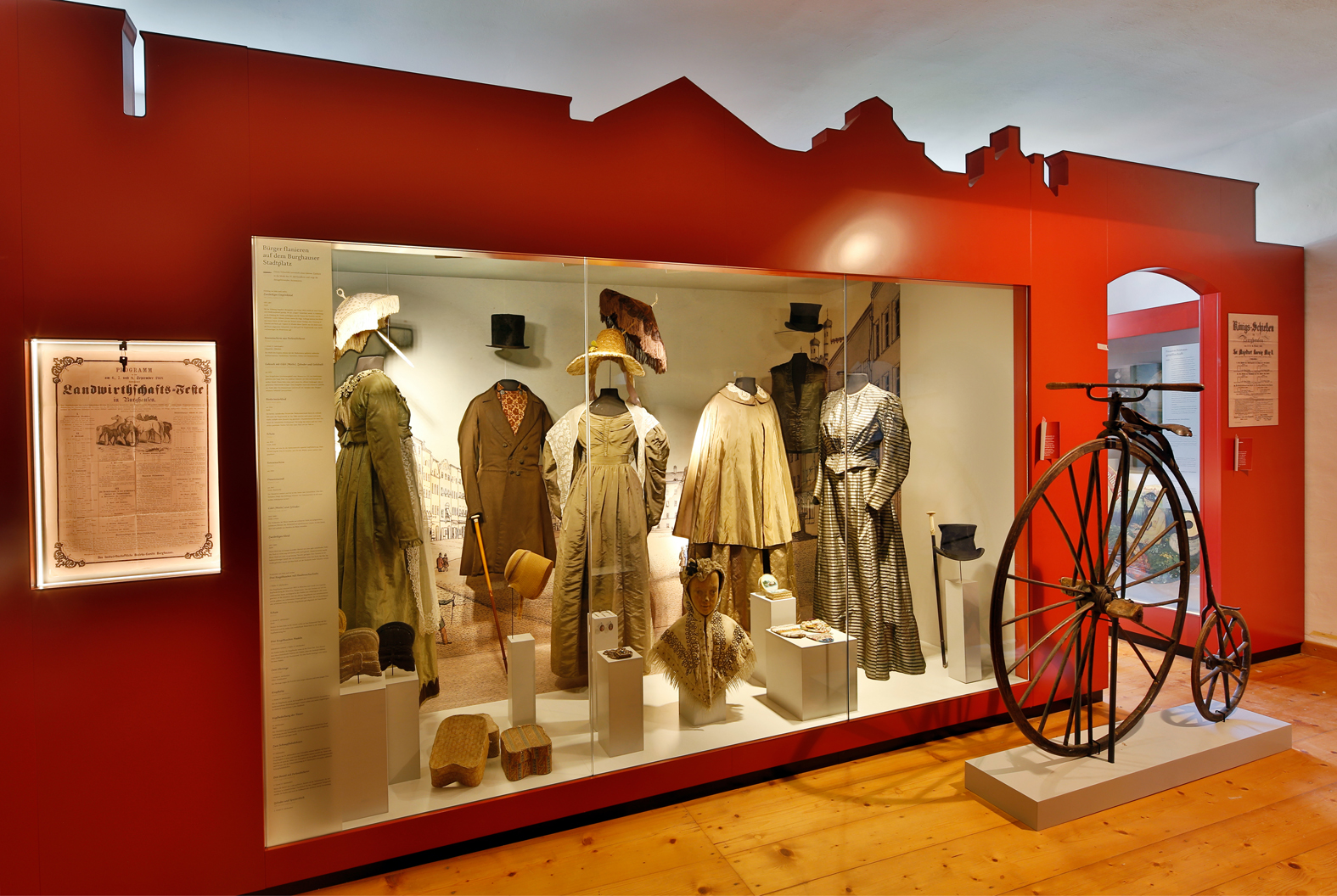
Mode in Burghausen im 19. Jh., 2016 neu eröffnete Abteilung

Das 2. Obergeschoss ist der spannenden, mit Höhen und Tiefen durchsetzten Stadtgeschichte Burghausens gewidmet. Frühgeschichtliche Funde erzählen vom ersten Leben in der Region. Burghausen erlebte seine Blütezeit im Mittelalter. Der Salzhandel und die Schiffahrt auf der Salzach brachten der Stadt und ihren Bürgern großen Reichtum. Wie die Stadt zu jener Zeit aussah, zeigt die detailgetreue Kopie des Stadtmodells von Jakob Sandtner von 1574. Modelle eines Schiffszuges veranschaulichen den Transport des Salzes aus Hallein über Salzburg und Burghausen auf der Salzach weiter nach Passau.
Ab 1507 war Burghausen Sitz eines Rentamts. 1688 erhielt die Stadt den Titel „Hauptstadt“. Mit dem Regierungssitz verbunden war die Hochgerichtsbarkeit, die der Bannrichter im Auftrag des Landesherrn ausübte. Das Richtschwert des letzten Burghauser Scharfrichters, das im Stadtmuseum gezeigt wird, zeugt davon. Eine eigene Abteilung widmet sich dem Alltagsleben der Burghauser Bürgerschaft in dieser Zeit: Soziale Einrichtungen wie Armenhaus und Spital, Handwerk und Zunft, Vereine und Bildungseinrichtungen gehörten zum Leben der Burghauser. Anschaulich wird erklärt, wer eigentlich Bürger werden konnte und mit welcher Amtskleidung der Burghauser Bürgermeister in der Zeit des Rokoko seine Amtshandlungen vollzog. Bedeutsam für Burghausens Stadtgeschichte ist die Rolle als Garnisonsstadt bis 1891. Das 18. und vor allem das 19. Jahrhundert waren vom wirtschaftlichen und politischen Niedergang der Stadt gekennzeichnet, der für den Besucher durch eine szenografische Ausstellungsarchitektur erlebbar wird. Der aufkommende Fremdenverkehr zeigte um die Wende zum 20. Jahrhundert erste Wege aus der Krise auf. Mit den Touristen entdeckten auch Künstler das pittoreske Stadtbild mit Burg, was die reich bestückte Bildergalerie mit Ansichten Burghausens in der Ausstellung widerspiegelt.
Auch die Stadtgeschichte im 20. und 21. Jahrhundert wird im Stadtmuseum beleuchtet. Die Ansiedlung der Wacker Chemie 1916 führte Burghausen in eine neue Ära als Industriestadt, und der Museumsbesucher tritt durch das nachgebaute Wacker-Werkstor gleichsam in das 20. Jahrhundert ein. Das Leben in Burghausen im Nationalsozialismus wird anhand eines begehbaren Stadtplans von 1935 eindrücklich dargestellt. In der Abteilung zur Nachkriegszeit ragt ein um 1947 aus PVC-Material der nahen Chemieindustrie gefertigtes Paar Damenschuhe heraus. Dieses wurde 2019 als einer von 100 Heimatschätzen in Bayern prämiert. Im Kinosaal stehen verschiedene Filme zur Auswahl, von den letzten Jahrzehnten des 20. Jahrhunderts bis zur Gegenwart.

### Naturraum Salzach-Wöhrsee

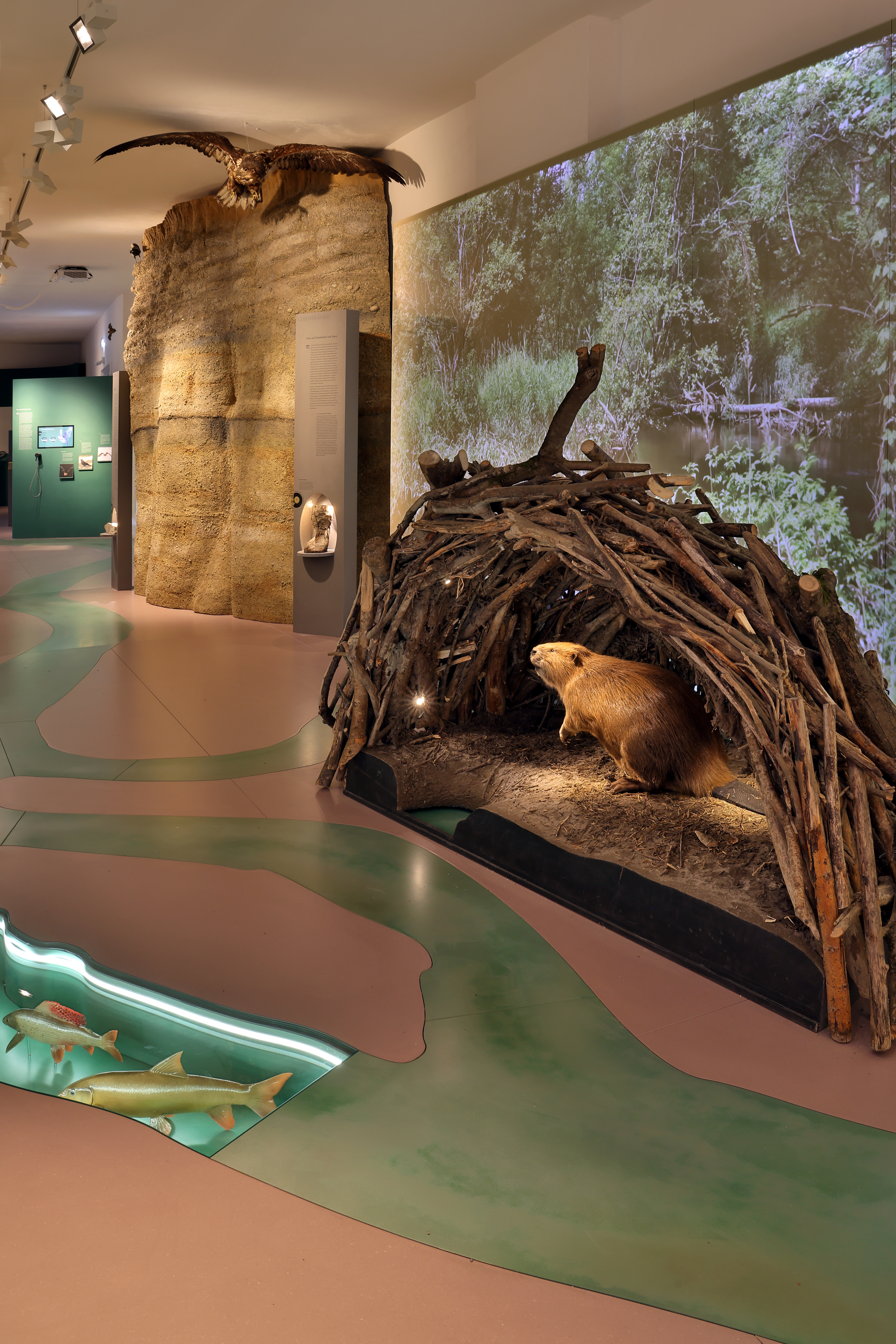
Stadtmuseum Burghausen, Naturraum Salzach-Wöhrsee

An der Salzach hat sich auf den letzten 60 Kilometern bis zur Mündung in den Inn ein bemerkenswerter Naturraum erhalten, der als FFH-Gebiet (Schutzgebiet von europäischer Bedeutung) eingestuft ist. Die vielfältigen Lebensräume an der Salzach – der Fluss mit angrenzenden Auen, Buchen-Hangwälder mit Waldmeister im Frühjahr, den Salzach-durchbruch „Burghauser Enge“ – sowie das Burghauser Wöhrseebecken als eiszeitlicher Altarm der Salzach sind die Besonderheiten der Region. Hinzu kommen besondere Projekte wie die Wiederansiedlung des Ibisvogels Waldrapp und geschützte Habitate für bedrohte Tiere wie die Äskulapnatter, Dohlen und Fledermäusen. Diese naturkundlichen Bereiche werden in der jüngsten Dauerausstellung im 3. Obergeschoss des Stadtmuseums vermittelt.
Wie bereits im Erdgeschoss wurde auch hier eine erlebnisorientierte Gestaltung umgesetzt. Anhand von immersiven Lichtprojektionen und realistischen Modellagen in Kombination mit Tierpräparaten und zahlreichen interaktiven Mitmachstationen können die Besucher in vier verschiedene Naturräume eintauchen. Sie erhalten dabei etwa Informationen über die Anatomie von Schlangen, die Lebensweise von Bibern, Huchen und Fledermäusen, oder zur Entstehung des Kalktuffs, mit dem die Burghauser Burg errichtet wurde. Ein weiterer Schwerpunkt liegt auf dem Eingriff des Menschen in die Natur. Die Begradigung der Salzach im 19. und 20. Jahrhundert, die Zerstörung natürlicher Habitate und die Folgen für die Umwelt sind das Thema eines eigenen Bereiches.
Interaktive Elemente machen die Flora und Fauna an der Salzach für Kinder und Erwachsene zugänglich. Eine Fühl- und Riechstation rund um Vögel und Schlangen, ein Kalktuff-Puzzle, digitale Quiz- und Ratespiele sollen dazu anregen, sich für die regionalen Naturräume zu sensibilisieren, sie selbst zu entdecken und zu schützen.

## Galerie

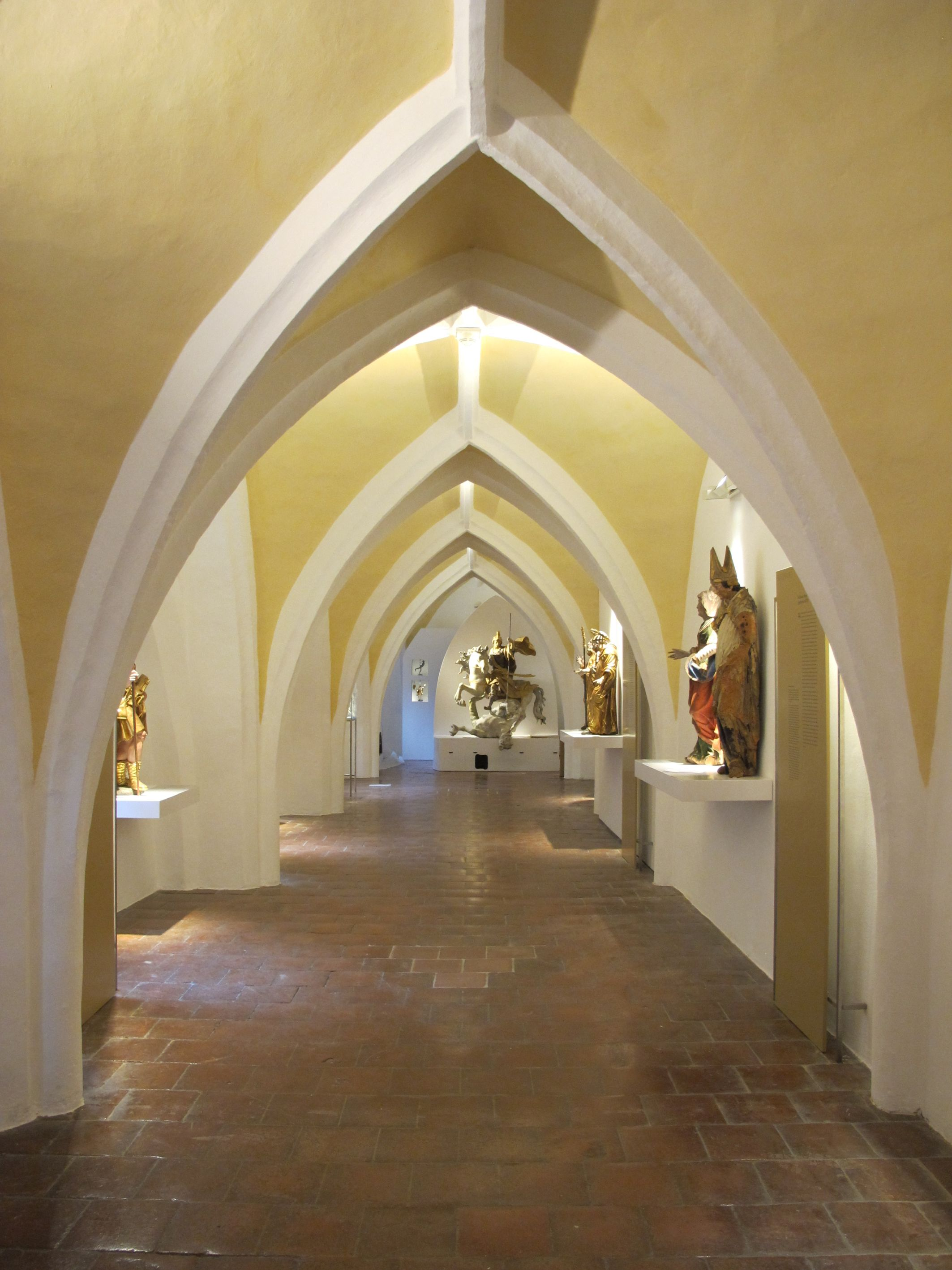
Kunst in Burghausen, 2019 neu eröffnete Abteilung
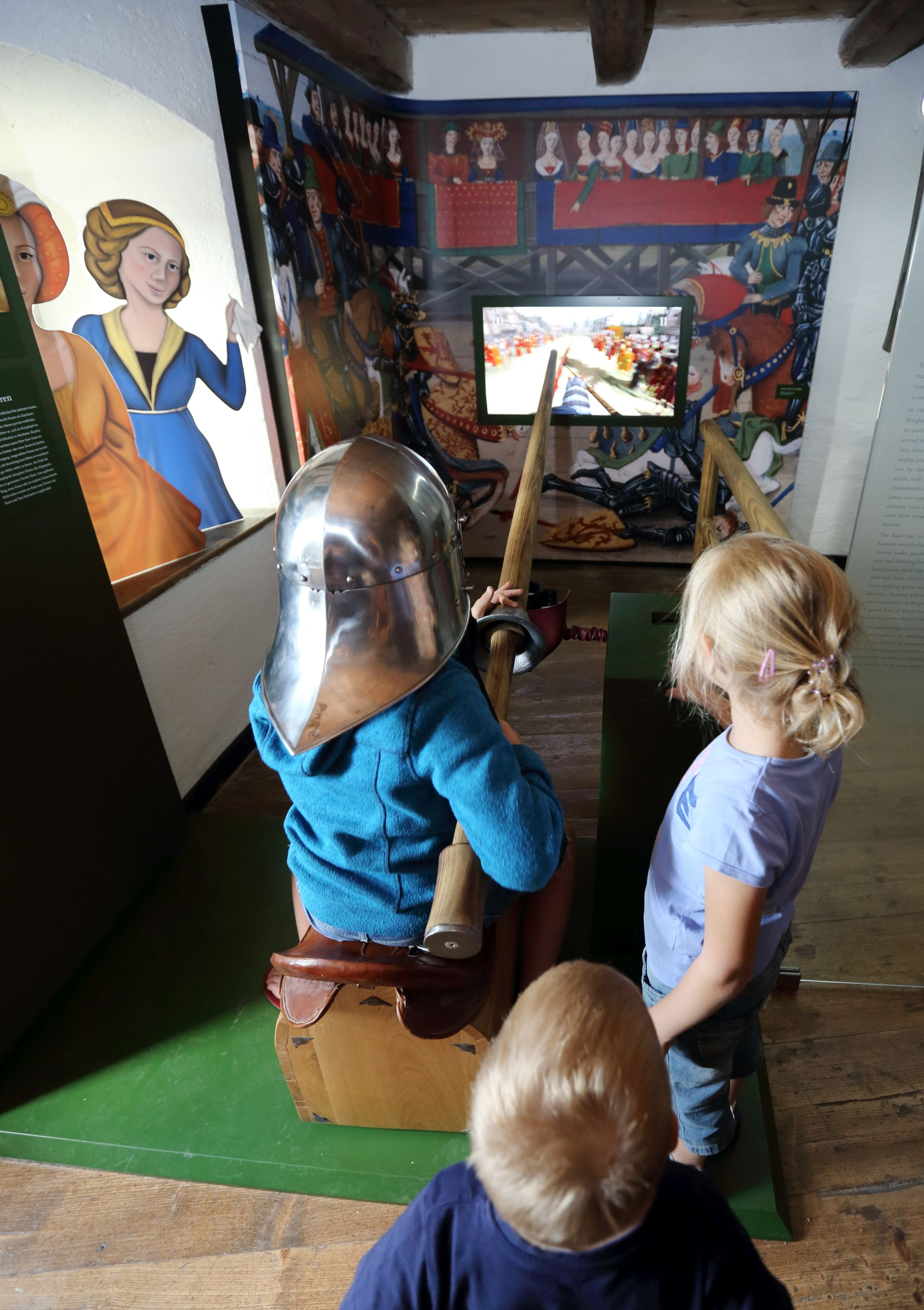
Multimediastation mit virtuellem Ritterturnier (Tjost)
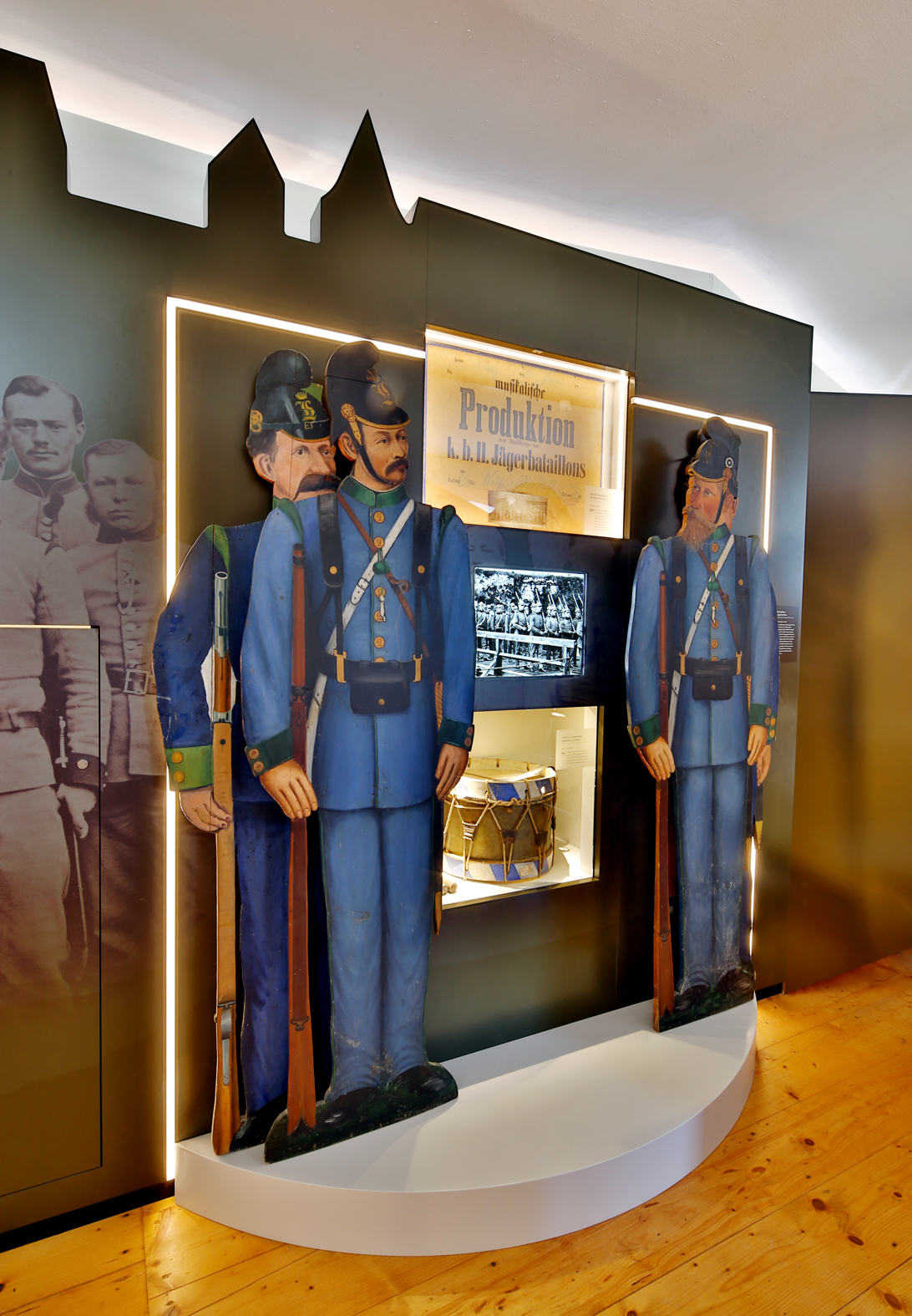
Burghausen als Garnisonsstadt, 2016 neu eröffnete Abteilung
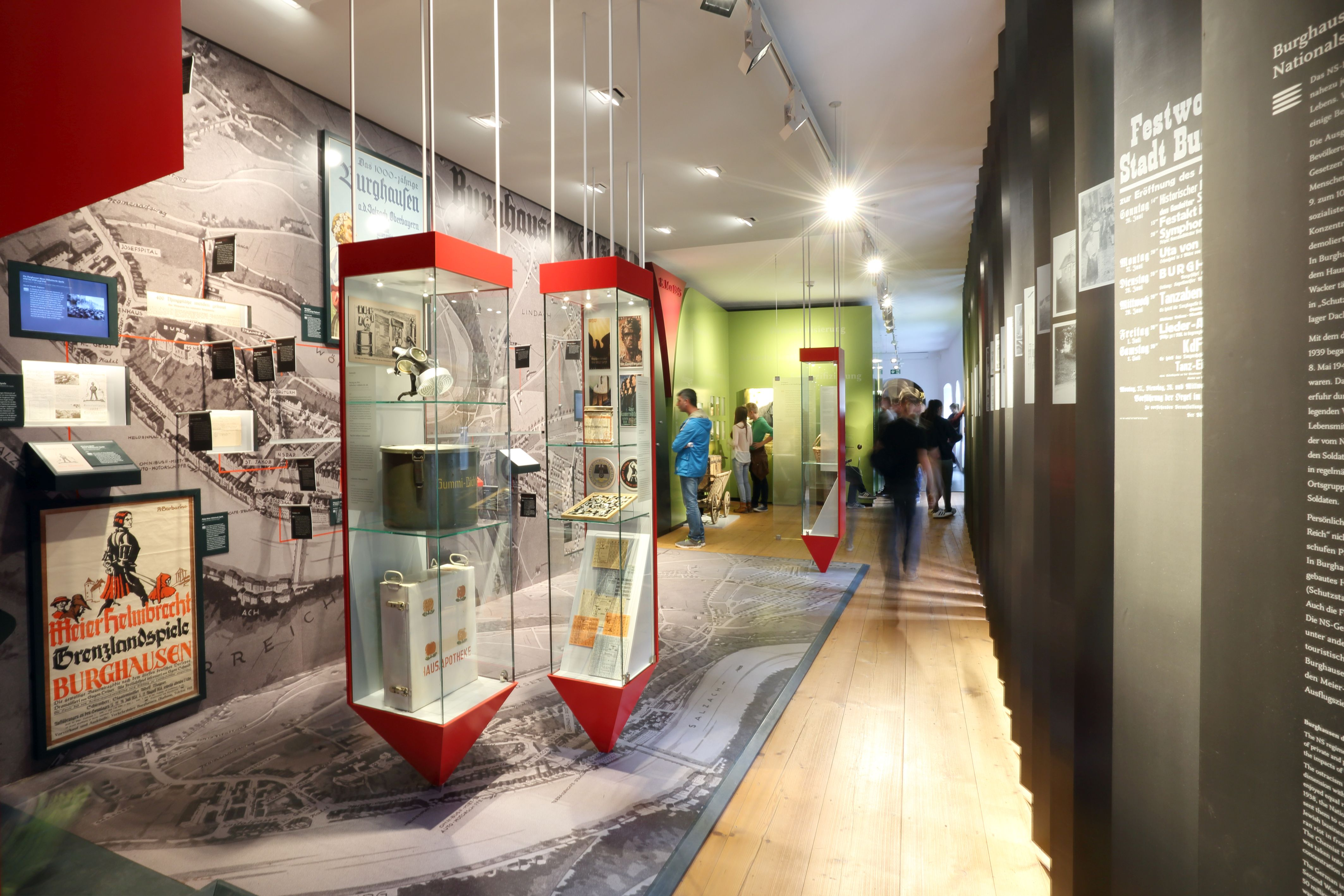
Burghausen im Nationalsozialismus, 2016 neu eröffnete Abteilung
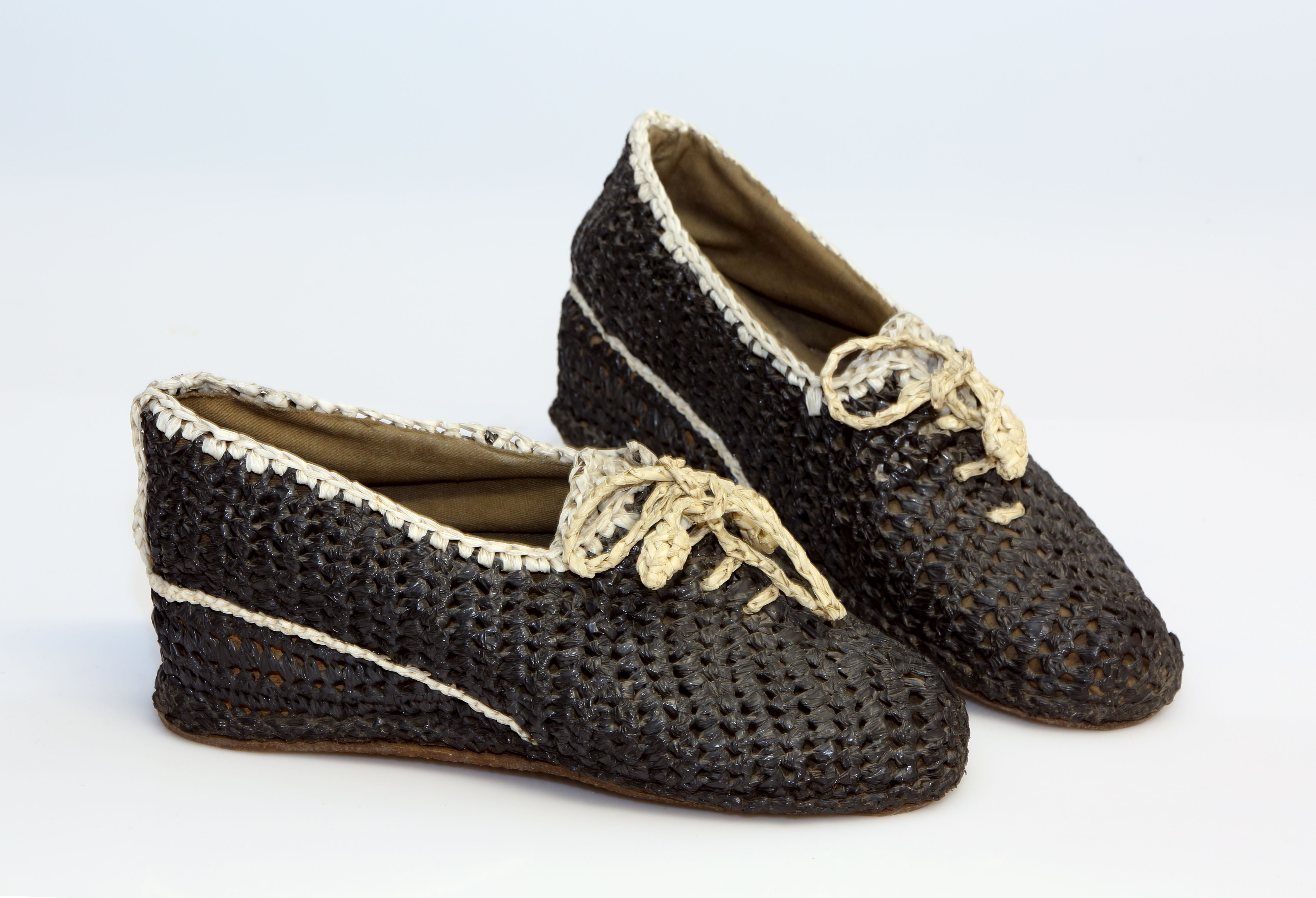
Schuhe aus PVC-Folienstreifen, um 1947